# دریاچه لیدی برد
دریاچه لیدی برد (به انگلیسی: Lady Bird Lake) یک دریاچه مصنوعی در شهر آستین تگزاس است که در مسیر رودخانه کلرادو قرار گرفته‌است. این دریاچه در سال ۱۹۶۰ بعد از بهره‌برداری از سد لانگهرن (Longhorn Dam) برای خنک کردن نیروگاه برقی ایجاد شد. مساحت سطح این دریاچه ۴۱۶ هکتار است و استفاده اصلی آن تفریحی و جلوگیری از وقوع سیل است.
این دریاچه به افتخار بانوی نخست پیشین ایالات متحده لیدی برد جانسون نامگذاری شده‌است.

## استفاده‌های تفریحی
دریاچه لیدی برد یک مکان عمده تفریحی در شهر آستین است. استفاده از قایق‌های پارویی بر روی این دریاچه بین گردشگران محبوبیت دارد. مسیر پیاده‌روی و دوچرخه سواری آن اند روی باتلر (Ann and Roy Butler hike and bike trail) دور تا دور این دریاچه را پوشش می‌دهد و ۱۶٫۳ کیلومتر طول دارد.
شنا کردن در این دریاچه به علت کیفیت پایین آب غیرقانونی است.